# Parc national Radal Siete Tazas
Le parc national Radal Siete Tazas est un parc national situé dans la région du Maule au Chili. Créé en 1981 comme aire de gestion des habitats ou des espèces selon la Commission mondiale des aires protégées, il est déclaré parc national en 2008 et est administré par la Corporación Nacional Forestal (CONAF).